# Episodi di Mary Tyler Moore (sesta stagione)
La sesta stagione della serie televisiva Mary Tyler Moore è stata trasmessa in anteprima negli Stati Uniti d'America dalla CBS tra il 13 settembre 1975 e il 6 marzo 1976.
| nº | Titolo originale                         | Titolo italiano | Prima TV USA      | Prima TV Italia |
| -- | ---------------------------------------- | --------------- | ----------------- | --------------- |
| 1  | Edie Gets Married                        |                 | 13 settembre 1975 |                 |
| 2  | Mary Moves Out                           |                 | 20 settembre 1975 |                 |
| 3  | Mary's Father                            |                 | 27 settembre 1975 |                 |
| 4  | Murray in Love                           |                 | 4 ottobre 1975    |                 |
| 5  | Ted's Moment of Glory                    |                 | 11 ottobre 1975   |                 |
| 6  | Mary's Aunt                              |                 | 18 ottobre 1975   |                 |
| 7  | Chuckles Bites the Dust                  |                 | 25 ottobre 1975   |                 |
| 8  | Mary's Delinquent                        |                 | 1º novembre 1975  |                 |
| 9  | Ted's Wedding                            |                 | 8 novembre 1975   |                 |
| 10 | Lou Douses an Old Flame                  |                 | 15 novembre 1975  |                 |
| 11 | Mary Richards Falls in Love              |                 | 22 novembre 1975  |                 |
| 12 | Ted's Tax Refund                         |                 | 29 novembre 1975  |                 |
| 13 | The Happy Homemaker Takes Lou Home       |                 | 6 dicembre 1975   |                 |
| 14 | One Boyfriend Too Many                   |                 | 13 dicembre 1975  |                 |
| 15 | What Do You Want to Do When You Produce? |                 | 20 dicembre 1975  |                 |
| 16 | Not with My Wife, I Don't                |                 | 3 gennaio 1976    |                 |
| 17 | The Seminar                              |                 | 10 gennaio 1976   |                 |
| 18 | Once I Had a Secret Love                 |                 | 17 gennaio 1976   |                 |
| 19 | Menage-a-Lou                             |                 | 24 gennaio 1976   |                 |
| 20 | Murray Takes a Stand                     |                 | 31 gennaio 1976   |                 |
| 21 | Mary's Aunt Returns                      |                 | 7 febbraio 1976   |                 |
| 22 | A Reliable Source                        |                 | 21 febbraio 1976  |                 |
| 23 | Sue Ann Falls in Love                    |                 | 28 febbraio 1976  |                 |
| 24 | Ted and the Kid                          |                 | 6 marzo 1976      |                 |